# Czchałta
Czchałta – wioska w Abchazji w Wąwozie Kodori, od września 2006 do sierpnia 2008  kontrolowana przez wierny władzom w Tbilisi rząd Abchaskiej Republiki Autonomicznej w składzie Gruzji, gdzie też mieściła się jego siedziba. 10 sierpnia opanowana przez siły zbrojne Abchazji, które podniosły nad Czchałtą abchaskie flagi.